# خرت استورس
خرت استورس (انگلیسی: Geert Steurs؛ زادهٔ ۲۴ سپتامبر ۱۹۸۱) دوچرخه‌سوار اهل بلژیک است.
از باشگاه‌هایی که در آن بازی کرده‌است می‌توان به تیم لوتو–سودال و اسپورت فلاندر-بالوزه اشاره کرد.